# Danilo Costa
Danilo Costa (Campo Grande, Brasil, 1988) é advogado e empresário. É sócio-fundador da rede escolas Vereda Educação, do banco digital Educbank, da companhia de concessões educacionais Astra no Brasil, e do banco digital Clad, nos EUA.

## Biografia
Danilo é neto de professores e filho de jornalistas, nascido em Campo Grande-MS.
Estudou Direito na Fundação Getúlio Vargas (FGV-SP), tendo passagens como estagiário no escritório Machado Meyer Advogados e depois na área de Equity Research do BTG Pactual.
Na sequência, Danilo foi contratado pelo Itaú BBA para atuar em Investment Banking. Em 2013, assumiu o desafio de VP na RBR Asset Management, onde foi responsável pela área de Private Equity & Real Estate.
Já em meados de 2016, aos 27 anos, Danilo fundou a rede de escolas Vereda, inaugurando no Brasil o conceito de escolas em tempo integral low cost. A Vereda foi a primeira rede a conseguir combinar o ensino em período integral, incluindo alimentação completa, esporte, aulas de inglês todos os dias, por um preço abaixo da média do setor. Sua missão era romper as barreiras para uma educação de qualidade no Brasil.
A inovação rapidamente se tornou uma referência no setor, e o conceito foi incorporado por diferentes grupos como por exemplo o Bahema Educação (atual Bioma Educação) que criou a Escola Mais, o Grupo SEB que criou a rede de escolas Luminova, e o Grupo Marista, que criou a rede Champagnat.
No início de 2020, após vender sua primeira empresa, Danilo foi pioneiro novamente, criando o primeiro meio de pagamento a garantir mensalidades escolares para colégios no Brasil.

## Pioneirismo na América Latina e EUA
Durante os anos como mantenedor escolar, Danilo identificou o problema que a inadimplência, somada à falta de linhas de crédito para educação básica, causava para as escolas brasileiras, obstruindo-as de investirem em qualidade ou expansão, e forçando o gestor educacional a se concentrar na gestão de capital de giro da instituição ao invés de focar nos professores e na aprendizagem dos alunos. Inconformado com isso, Danilo criou uma inovação tecnológica capaz de garantir a adimplência das mensalidades mesmo se as famílias não pagassem. Isso permitiu às escolas, no país inteiro, canalizarem suas energias e orçamento para suas salas de aula novamente.
Foi aí que Danilo fundou o Educbank, o primeiro banco digital a oferecer esse produto financeiro, dedicado integralmente à educação básica. A companhia deu início a um novo cenário para fintechs e edtechs na América Latina e transformou o horizonte do setor.
Após a sua criação, outras companhias, em diversos países, adotaram o mesmo conceito. No Brasil, isaac, Kedu, PagEdu, Edupay, Acelera Cash e FinEdu. Na Argentina, a Fidu. No México, a Mattilda e a Cometa. Na Colômbia, a Educapital, dentre outros países.
Após o Educbank ter recebido um investimento da NASDAQ: VSTA de R$ 200 milhões, a companhia se profissionalizou, Danilo se tornou Presidente do Conselho de Administração, e foi estudar um curso de gestão em Stanford. Realizou uma jornada pelo interior dos Estados Unidos, entrevistando diretores de escolas e gestores do setor, em diversos estados americanos.
Após seis meses de pesquisa, identificou que a inflação americana cresceu bastante após a pandemia da COVID-19 e causou uma reorientação na sociedade americana, fazendo as famílias passarem a pagar escolas mensalmente (ao invés de semestral ou anual como historicamente acontece nos EUA). Isso, somada as altas taxas de juros que o país passou a ter desde então, fez com que os pais começassem a atrasar mensalidades, passando a se alavancar nas escolas, assim como sempre aconteceu na América Latina. Pelo fato das escolas americanas historicamente nunca terem enfrentado inadimplência, gerou um cenário de escassez na gestão escolar, que Danilo diagnosticou e decidiu então fundar a Clad, o primeiro banco digital norte-americano dedicado para escolas de educação básica, replicando nos EUA o conceito Receita Garantida (ou Inadimplência Zero) que criou no Brasil.

## Premiações
Durante sua trajetória, Danilo foi amplamente premiado e reconhecido internacionalmente.
Desde 2021 é embaixador para inovação e empreendedorismo da London School of Economics (LSE) no Brasil. Em 2022, foi eleito pelo MIT como um dos líderes mais inovadores da América Latina com menos de 35 anos. Em 2023 foi apontado pela Ernst & Young como Empreendedor do Ano na categoria Impacto.
No ano seguinte, Danilo foi eleito pela Meaningful Business como um dos 100 líderes que combinam lucro e propósito para ajudar a alcançar os Objetivos de Desenvolvimento Sustentável da ONU. Foi vencedor do SXSW Innovation Awards, sendo a primeiro brasileiro a conquistar o prêmio, dentre as mais de 20 edições do evento, rendendo também a honraria do voto de congratulação do Senado Federal do Brasil, que reconheceu o protagonismo de Danilo à frente do Educbank, posicionando o setor educacional como altamente relevante para a comunidade internacional de inovação.